# Albert Bitter

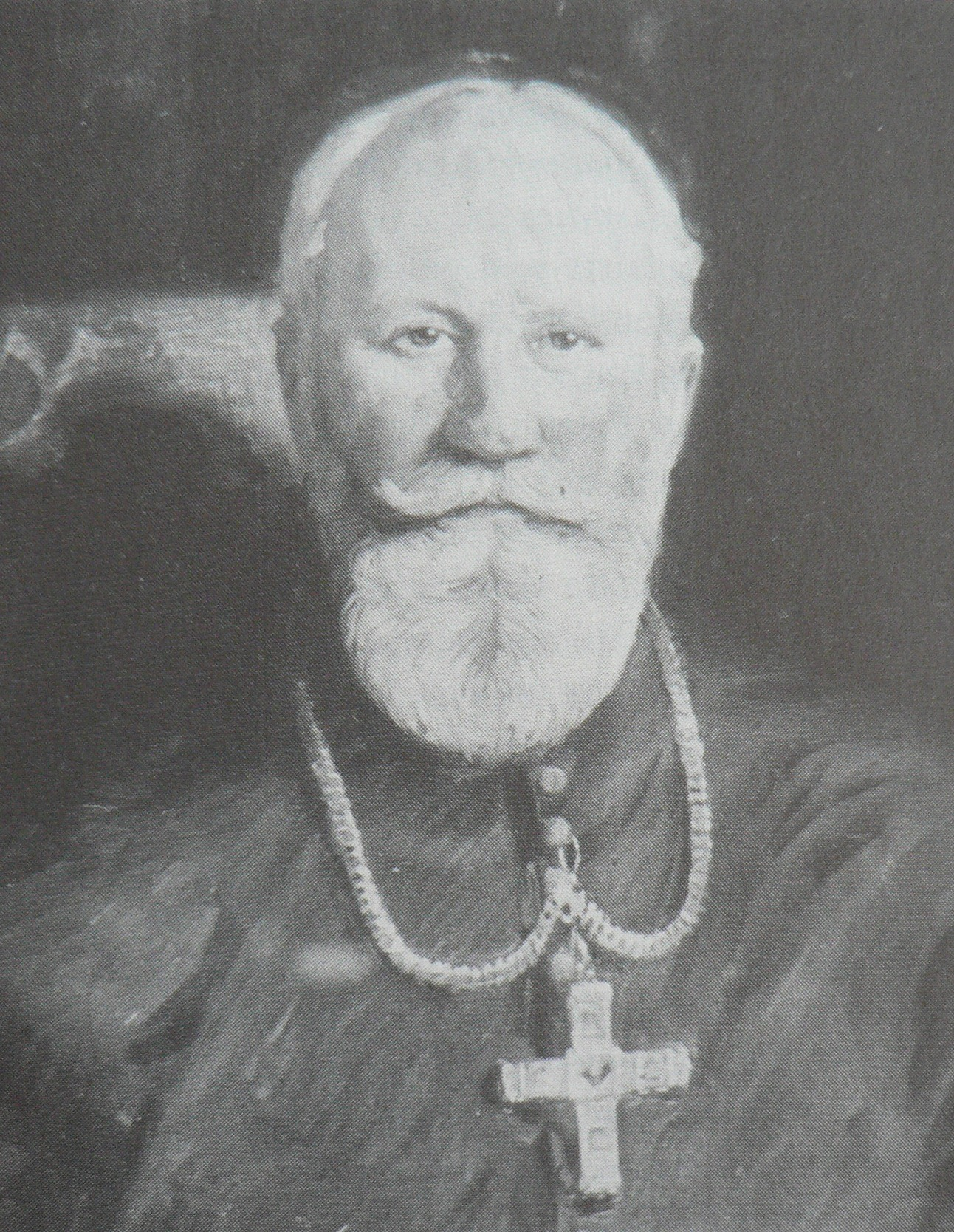
Erzbischof Albert Bitter

Albert Bitter (* 15. August 1848 in Melle; † 19. Dezember 1926 ebenda) war ein deutscher Priester des Bistums Osnabrück, der dreißig Jahre als römisch-katholischer Bischof im protestantischen Schweden arbeitete. Wegen seiner Verdienste wurde er zum Erzbischof ernannt. Vom 9. Oktober 1922 bis zu seinem Tode war er Titularerzbischof des Titularerzbistums Soltania.

## Leben und Wirken
Albert Bitter war der Sohn des Arztes Johann Heinrich Bitter und dessen Frau aus Melle in Niedersachsen. Sein Vater war Geheimer Sanitätsrat sowie Kreis-Physikus und wurde 1876 wegen seiner Verdienste um das Gesundheitswesen mit der Ehrenbürgerwürde von Melle ausgezeichnet. Albert Bitter besuchte die katholische Volksschule in Melle und das Gymnasium Carolinum in Osnabrück. Er studierte Theologie in Münster und Würzburg. Als Student war er Mitglied der katholischen Studentenverbindungen KStV Germania Münster und KStV Walhalla Würzburg, beide im KV.

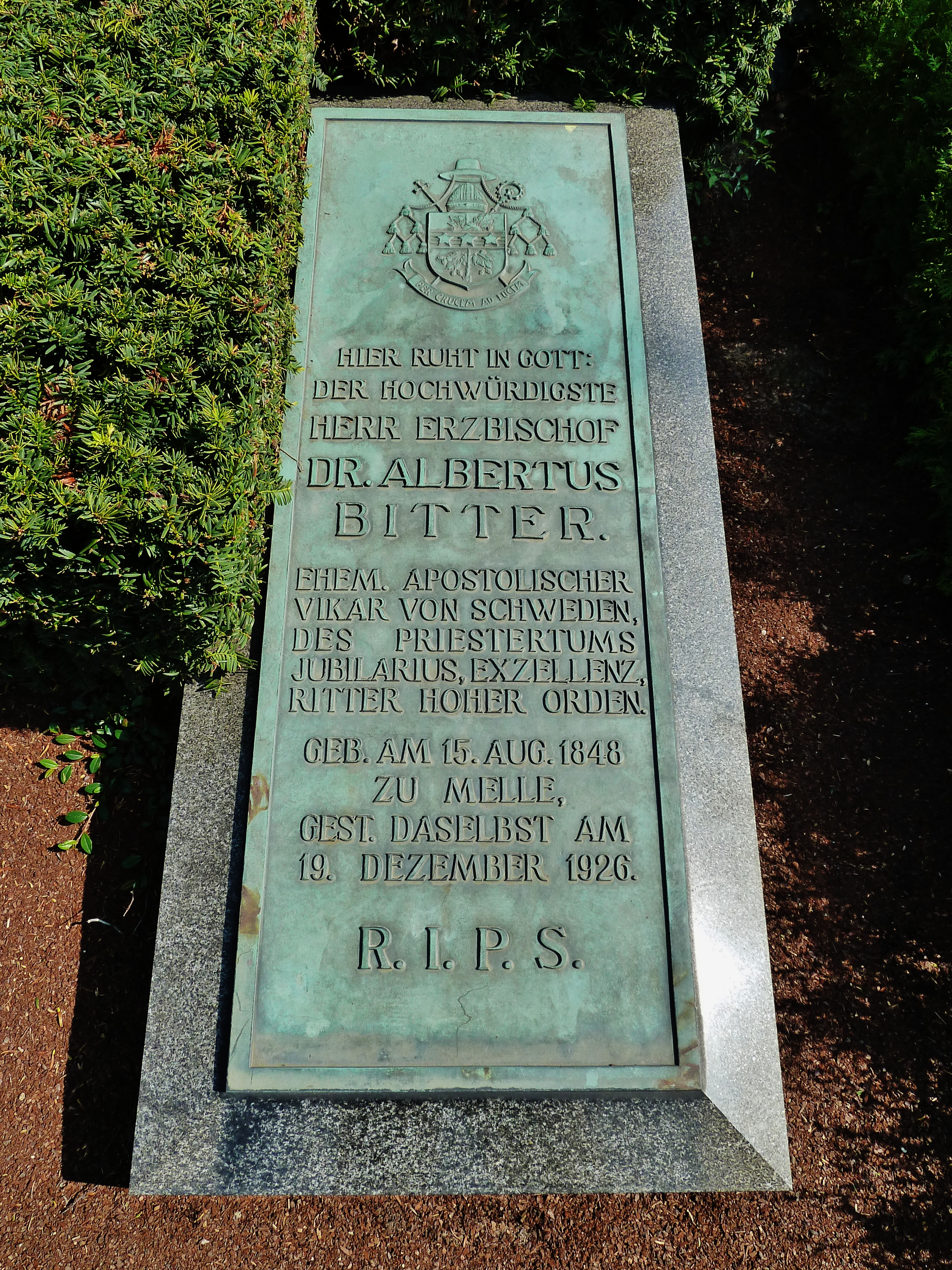
Grab auf dem Meller Friedhof, Wahlspruch: „per crucem ad lucem“, „durch das Kreuz zum Licht“

1874 empfing er durch den Osnabrücker Bischof Johann Heinrich Beckmann im Osnabrücker Dom die Priesterweihe. Bitter ging kurz darauf für ein Jahr als Kaplan nach Stockholm und verwaltete zehn Jahre lang die katholische Missionsstation in Göteborg.
1885 war er acht Monate lang Pfarrer in Ludwigslust (Mecklenburg), bis ihn Papst Leo XIII. zum Apostolischen Vikar in Schweden und Norwegen und zum Titularbischof von Doliche ernannte. Am 24. September 1893 spendete ihm der Osnabrücker Bischof Bernhard Höting die Bischofsweihe.
Am 25. März 1903 wurde die hl. Maria Elisabeth Hesselblad (1870–1957), eine gebürtige Schwedin in Rom von ihm gefirmt.
In Bitters Zeit als Bischof in Schweden stieg die Zahl der Katholiken von 1.100 auf fast 4.000, die verstreut im Königreich lebten. Der Bischof war deswegen viel auf Reisen. In seiner Amtszeit wurde in Stockholm der katholische Dom gebaut, der dem schwedischen König und Heiligen Erik geweiht ist. Während des Ersten Weltkriegs, als Kinder in Deutschland Hunger litten, sorgte er für Erholungsaufenthalte von mehreren tausend in Schweden. Außerdem organisierte er den Austausch von deutschen und österreichischen Kriegsgefangenen. 1923 war sein Gichtleiden so weit fortgeschritten, dass er sein Bischofsamt aufgeben musste. Papst Pius XI. ehrte seine Arbeit für die katholische Kirche, indem er ihn anlässlich seines Eintritts in den Ruhestand zum Erzbischof erhob.

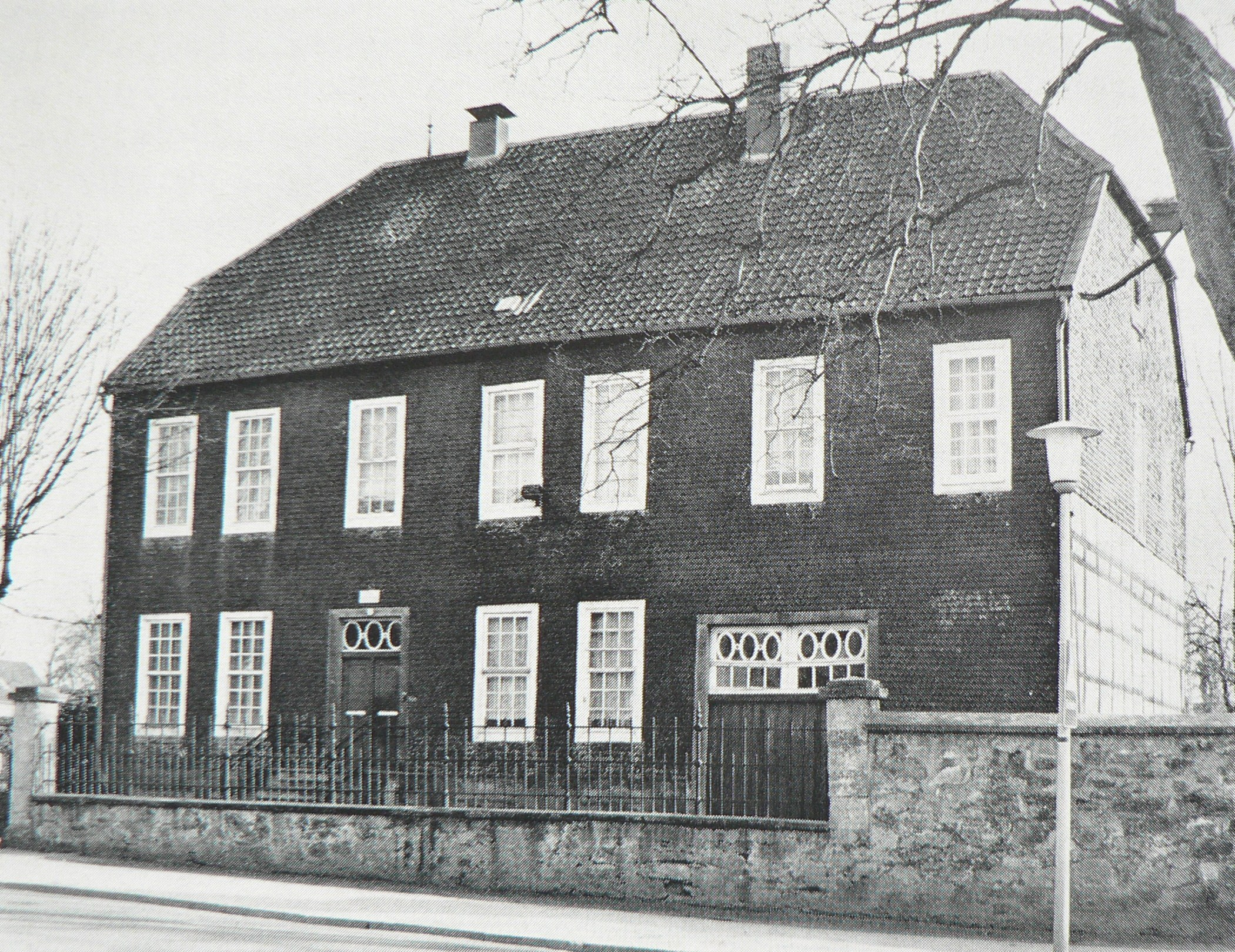
Haus der Familie Bitter in Melle

Bitter kehrte in seine Heimatstadt Melle zurück und zog wieder in sein Elternhaus in der Grönenberger Straße. Sein goldenes Priesterjubiläum wurde 1924 zweimal gefeiert, einmal in Stockholm am 19. September und das zweite Mal am 9. Oktober in seiner Meller Heimatgemeinde St. Matthäus. Dabei hielt der Osnabrücker Bischof Wilhelm Berning die Festpredigt.
Albert Bitter starb am 19. Dezember 1926 in seinem Elternhaus in Melle. Am 23. Dezember wurde er nach einem Pontifikal-Requiem auf dem Meller Friedhof beigesetzt.
Im Grönegaumuseum, dem Museum des Meller Heimatvereins, ist eine Nachbildung seines Pontifikalrings ausgestellt, außerdem eine Reihe seiner Orden und Auszeichnungen, darunter der päpstliche Orden „Pro Ecclesia et Pontifice“ und das Kreuz des Malteserordens.
Der Familienbesitz, das Bittersche Haus an der Grönenberger Straße in Melle, wurde in den 1970er Jahren abgerissen. Auf dem Grundstück befindet sich heute eine große Wohnanlage. Eine Straße entlang der Wohnanlage wurde nach Erzbischof Bitter benannt. Die Nachfahren der Familie Bitter lebten weiterhin am Ort. Der Neffe bekleidete das Amt des Kantors in Wellingholzhausen und der Großneffe war Gründer der Musikschule in Melle.